# 그랑 생베르나르 터널
그랑 생베르나르 터널(프랑스어: Tunnel du Grand Saint-Bernard, 이탈리아어: Traforo del Gran San Bernardo, 독일어: Grosser-Sankt-Bernhard-Tunnel)은 스위스 발레주의 마르티니를 이탈리아 북서부의 아오스타 계곡의 사인트-레미-엔-보세스(Saint-Rhémy-en-Bosses)와 연결하는 그랑 생베르나르 고개를 보완하는 도로 터널이다.

## 개요
이미 차량에 스위스 고속도로 통행세를 지불한 운전자라도 터널을 사용하려면 통행료를 전액 지불해야 한다. 터널은 벨포르와 아오스타를 연결하는 E27 경로의 구간으로 구성된다.
5,798m 길이의 대부분의 터널은 직선으로 이어지지만 완만한 경사를 포함하고 있다. 북쪽 끝은 해발 1,918m이고, 남쪽 끝은 해발 1,875m에 불과하다. 터널 진입로 양쪽 끝은 갤러리/눈사태 대피소로 덮여 있어 악천후 시 터널 접근이 일시적으로 차단되는 위험을 최소화했다. 모든 국경 절차는 터널의 북쪽 끝에서 처리되지만, 실제 국경은 스위스 터널 입구에서 2,938m, 이탈리아 입구에서 2,860m이다.
터널의 이름은 그랑 생베르나르 고개의 이름에서 직접 따왔으며, 따라서 1049년에 그의 이름을 딴 터널 위에 호스피스를 설립한 성자로부터 간접적으로 따왔다. 스위스 쪽의 관광객들은 또한 세인트버나드 개와 성자의 협회의 길가 광고판에서 자신을 상기시킨다.
론 파이프라인은 1966년부터 터널을 통해 석유를 운반해 왔다.

### 톨 비용
2020년 8월 1일  기준
| 차량 등급 | 일방             | 귀로             | 10명 횡단        | 20명 횡단        |
| --------- | ---------------- | ---------------- | ---------------- | ---------------- |
| A1        | €16.50 CHF 17.50 | €22.10 CHF 23.50 | €112 CHF 118.50  | €150 CHF 159     |
| A2        | €27.80 CHF 29.50 | €44.60 CHF 47.30 | €112 CHF 118.50  | €150 CHF 159     |
| B1        | €43.40 CHF 46    | €69.30 CHF 73.50 | €260.50 CHF 276  | €346 CHF 367     |
| B2        | €75.50 CHF 80    | €122 CHF 129.50  | €563 CHF 597     | €981 CHF 1,040   |
| B3        | €75.50 CHF 80    | €122 CHF 129.50  | €563 CHF 597     | €981 CHF 1,040   |
| 3A        | €110 CHF 116.50  | €176 CHF 186.50  | €825 CHF 874     | €1,424 CHF 1,510 |
| 3B        | €110 CHF 116.50  | €176 CHF 186.50  | €825 CHF 874     | €1,424 CHF 1,510 |
| 4         | €167 CHF 177     | €266 CHF 282     | €1,257 CHF 1,333 | €2,153 CHF 2,282 |

## 역사
터널이 건설되기 전에는 그랑 생베르나르 고개를 통해서만 국경을 통과할 수 있었다. 고개는 여름에도 선택 사항으로 남아 있지만, 일반적으로 10월과 5월 사이에 눈으로 폐쇄되며, 때로는 더 오래 폐쇄된다. 터널은 1년 365일 내내 사용할 수 있도록 되어 있다.
터널은 1964년 3월 19일에 개통되었으며, 1958년부터 공사가 시작되었다. 이 터널은 1948년에 개통된 스페인 피레네산맥의 비엘하 터널을 제치고 세계에서 가장 긴 도로 터널이 되었다.
접근 도로는 점진적으로 개선되었으며, 가장 최근에는 남쪽으로 눈사태 덮개가 확장되었다. 1999년의 몽블랑 터널 비극은 스위스를 포함한 여러 국가에서 도로 터널 안전에 대한 주요 검토를 촉발했으며, 그랑 생베르나르 터널에 대한 상당한 안전 업그레이드가 계획되어 있다. 터널 내부에서는 이미 80km/h의 제한 속도가 시행되고 있다.

## 접근성
아오스타와 마르티니 사이의 터널과 대부분의 연결 도로는 단 하나의 차도 도로이며, 스위스와 이탈리아의 대부분의 관련 도시 목적지의 경우 무료 고트하르트 터널과 심플론 고개가 더 직접적인 또는 최소한 빠른 경로를 제공한다. 이것과 통행료로 인해 그랑 생베르나르 터널은 더 인기 있는 알파인 횡단 경로를 괴롭히는 휴가철 혼잡 수준을 거의 겪지 않았다.